# Graindor de Douai
Pour les articles homonymes, voir Douai (homonymie).
Graindor de Douay est un trouvère picard né à Douai (comté de Flandre) au XIIe siècle. Sa vie est peu évoquée dans les ouvrages même anciens,,,
Il est nommé également Gandor de Douai ou Graindor de Douay.
Gandor retrace les événements de la croisade de Godefroi de Bouillon, les séjours des pèlerins à Constantinople, la prise d'Antioche.
Il décrit la prise de Jérusalem "Maintenant Seigneur, écoutez la chanson glorieuse ; écoutez comment les guerriers de la Croix prirent la cité sainte, et comment ils la délivrèrent de la race de Mahomet".